# Tadeusz Gosiewski
Tadeusz Korwin Gosiewski herbu Ślepowron (ur. 23 lipca 1900, zm. 15 grudnia 1969 w Nairobi) – oficer rezerwy kawalerii Wojska Polskiego II RP, rotmistrz Polskich Sił Zbrojnych.

## Życiorys
Urodził się 23 lipca 1900 w Olchowcu. Był synem Antoniego i Eweliny z domu Soroczyńskiej.
W Wojsku Polskim został awansowany na stopień podporucznika kawalerii ze starszeństwem z dniem 1 stycznia 1929. W latach 30. był oficerem rezerwowym 14 Pułku Ułanów Jazłowieckich.
Podczas II wojny światowej w stopniu rotmistrza był oficerem w Gabinecie Naczelnego Wodza do 7 września 1945, po czym został przeniesiony do Inspektoratu Szkolenia Zawodowego Sił Zbrojnych.
Był prawnikiem i dyplomatą. Zmarł nagle 15 grudnia 1969 w Nairobi. Jego żoną została Elżbieta Róża hr. Przezdziecka herbu Pierzchała (1913-1970)

## Ordery i odznaczenia
- Kawaler Maltański